# Saba Kord Afshari
Saba Kord Afshari (1998 o 1999) es una activista iraní de derechos humanos que en agosto de 2019 fue sentenciada a 24 años de cárcel por, entre otros motivos, negarse a usar velo.

## Biografía
Ashfari participó en protestas en Teherán el 2 de agosto de 2018 y fue detenida cerca del parque Daneshjoo. Fue llevada a la cárcel de Qarchak y luego a la cárcel de Evin en Teherán. Tras el arresto de Afshari y otros protestantes, Amnistía Internacional en Londres emitió una "Declaración pública" el 8 de agosto exigiendo la liberación de todos los arrestados únicamente por participar en protestas pacíficas. Ashfari luego fue sentenciada a un año de prisión junto con otras dos mujeres, Yasaman Aryani y Azar Heidary.
Ashfari fobtuvo la libertad condicional en febrero de 2019, después de lo cual continuó protestando contra la violación de los derechos humanos por parte del régimen. Ashfari fue detenida de nuevo a comienzos de junio de 2019 y condenada en agosto de 2019 a 24 años de prisión, de los cuales 15 son incondicionales, por «propagar la corrupción y la prostitución quitándose el hiyab», «caminar sin velo» y «‘haber promovido’ propaganda contra el Estado».